# بسکتبال در المپیک تابستانی ۱۹۶۰ – ترکیب تیم‌های مردان
این مقاله فهرستی از ترکیب تیم‌های ملی بسکتبال مردان در بازی‌های المپیک تابستانی ۱۹۶۰ است.

## گروه A

### مجارستان
The following players represented Hungary:
- Árpád Glatz
- György Pólik
- István Liptay
- János Bencze
- János Greminger
- János Simon
- László Bánhegyi
- László Gabányi
- Miklós Boháty
- Ottó Temesvári
- Tibor Zsíros
- Zoltán Judik

### ایتالیا
The following players represented Italy:
- آشیله کانا
- ساندرو گامبا
- ساندرو ریمینوچی
- آنتونیو کالبوتا
- آگوستو جومو
- گابریله ویانلو
- جانفرانکو لومباردی
- جانفرانکو پیری
- جانفرانکو ساردانیا
- جووانی گاوانین
- ماریو آلسینی
- پائولا ویتوری

### ژاپن
The following players represented Japan:
- هیروشی سایتو
- هیدئو کانکاوا
- کائورو واکابایاشی
- کنیچی ایمایزومی
- ماساشی شیگا
- یاسوکونی اوشیما
- ستسو نارا
- شوجی کاماتا
- شوتارو شوجی
- تاکئو سوگییاما
- تاکاشی ایتویاما
- تاکاشی ماسودا

### ایالات متحده آمریکا
The following players represented the United States:
- بوردت هادروسون
- جی آنت
- والت بلامی
- باب بوزر
- تری دیسچینگر
- دارال ایم‌هاف
- آلن کلی
- لستر لین
- جری لوکاس
- اسکار رابرتسون
- ایدریان اسمیت
- جری وست

## گروه B

### بلغارستان
The following players represented Bulgaria:
- Atanas Atanasov
- Emanuil Gyaurov
- Georgi Kanev
- Georgi Panov
- Iliya Mirchev
- Khristo Tsvetkov
- Lyubomir Panov
- Nikolay Ilov
- Petko Lazarov
- Stefan Stoykov
- Tsvetko Slavov
- Viktor Radev

### چکسلواکی
The following players represented Czechoslovakia:
- Bohumil Tomášek
- Bohuslav Rylich
- Boris Lukášik
- Dušan Lukášik
- František Konvička
- Jaroslav Tetiva
- ییرژی باومروک
- Jiří Šťastný
- Jindřich Kinský
- Vladimír Pištělák
- ازدنیک بوبروفسکی
- Zdeněk Konečný

### فرانسه
The following players represented France:
- Bernard Mayeur
- Christian Baltzer
- Henri Grange
- Henri Villecourt
- Robert Monclar
- Jean Degros
- Jean-Paul Beugnot
- Jérôme Christ
- Louis Bertorelle
- Max Dorigo
- Philippe Baillet
- Roger Antoine

### یوگسلاوی
The following players represented Yugoslavia:
- میودراگ نیکولیچ
- ماریان کاندوس
- رادیووی کوراچ
- میخا لوکار
- بوریس کریستانچیچ
- یوسیپ جرجا
- اسلوبودان گوردیچ
- ایوو دانئو
- ازوونکو پتریچویچ
- اسرتن دراگویلوویچ
- رداووان رادوویچ
- نمانیا جوریج

## گروه C

### برزیل
The following players represented Brazil:
- مویس بلش
- والدمار بلاسکوسکاس
- الگادئو
- رزا برانکا
- کارلوس دومینگو ماسونی
- والدیر بوکاردو
- ولمیر مارکز
- اموری پاسوس
- فرناندو بروبو
- انتونیو سالوادور سوکار
- جتیر ادواردو شال
- ادسون بیسپو دوس سانتوس

### مکزیک
The following players represented Mexico:
- آلبرت آلمانزا
- آرماندو اررا
- کارلوس کینتانار
- سزار اررا
- ائولالیو آویلا
- گیرمو تورس
- گیرمو واگنر
- اکتور آیزپورو
- ایگناسیو چاویرا
- خوسه ماریا لوسانو
- گایله بلوت
- اوربانو سئا

### پورتوریکو
The following players represented Puerto Rico:
- Ángel Cancel
- César Bocachica
- Evelio Droz
- John Moráles
- Johnny Rodríguez
- Toñín Casillas
- José Santori
- Juan Vicéns
- Juan Ramón Báez
- Rafael Valle
- José Cestero
- Teófilo Cruz

### شوروی
The following players represented the Soviet Union:
- یوری کورنی
- گورام مینشویلی
- والدیس موژنیکس
- سیزرز اوزر
- الکساندر پتروف
- میخائیل سیمونونوف
- ولادیمیر اوگرکلایدز
- مایگونیس والدمان
- یانیس کرومینش
- البرت والتین
- گنادی وولنوف
- ویکتور زوباکوف

## گروه D

### فیلیپین
The following players represented the Philippines:
- Alfonso Márquez
- Carlos Badion
- Constancio Ortíz
- Cristobal Ramas
- Ed Ocampo
- Edgardo Roque
- Eddie Pacheco
- Emilio Achacoso
- Kurt Bachmann
- Ciso Bernardo
- Roberto Yburan
- Gerry Cruz

### لهستان
The following players represented Poland:
- Andrzej Nartowski
- Andrzej Pstrokoński
- Bohdan Przywarski
- Dariusz Świerczewski
- Janusz Wichowski
- Jerzy Młynarczyk
- Jerzy Piskun
- Krzysztof Sitkowski
- Mieczysław Łopatka
- Ryszard Olszewski
- Tadeusz Pacuła
- Zbigniew Dregier

### اسپانیا
The following players represented Spain:
- آگوستین برتومئو
- آلفونسو مارتینس
- امیلیانو رودریگس
- فرانسیسکو بوسکاتو
- خسوس کودینا
- خواکین انسنیات
- خورخه گیلن
- خوسه لوئیس
- خوسه نورا
- خوان مارتوس
- میگل گونسالس
- سانتیاگو ناوارو

### اروگوئه
The following players represented Uruguay:
- کارلوس بلیکسن
- Danilo Coito
- Edison Ciavattone
- هکتور کوستا
- Manuel Gadea
- میلتون اسکارون
- نلسون شل
- رائول مرا
- سرخیو ماتو
- Waldemar Rial
- Washington Poyet
- Adolfo Lubnicki